# Соглашение о расширении Гонконга
Соглашение о расширении Гонконга (англ. Convention for the Extension of Hong Kong Territory; кит. 展拓香港界址專條) — международный договор между Цинской империей и Великобританией, подписанный 9 июня 1898 года в городе Пекине. В историографии данный документ описывается также как Конвенция о расширении территории Гонконга или Вторая Пекинская конвенция. 
Современные китайские (как ранее и советские) историки относят его к категории «Неравных (неравноправных) договоров» заключённых в середине XIX — начале XX века. Согласно этому документу, Великобритания взяла у Китая в аренду на 99 лет прилегающую территорию на севере Коулунского полуострова, остров Ланьтау и более двухсот маленьких островков, которые получили общее название — Новые Территории. Договор был подписан, чтобы предоставить британцам полную юрисдикцию над недавно приобретенной землёй, которая была необходима для обеспечения надлежащей военной защиты уже существующей колонии. И хотя Китай как независимое государство появился только в 1911 году, а договор заключался с маньчжурской Империей Цин, Великобритания признавала этот договор аренды и никогда не отказывалась от обязательства вернуть Новые Территории к 1997 году, что в итоге и было сделано.